# Стрілянина в Броварах
Стрілянина в Броварах — стрілянина, що сталася в місті Бровари на Київщині зранку 29 травня 2020 року.

## Перебіг подій
Вранці 29 травня у Броварах під Києвом стався збройний конфлікт. Зіткнення відбулися в житловому мікрорайоні Торгмаш на Олімпійській вулиці. У сутичці брало участь близько 100 осіб. Під час одного із пострілів куля потрапила у вікно будинку, що розташований поряд. Тривала стрілянина близько 10 хвилин. На момент приїзду поліції більшість її учасників зникла: частина бойовиків ховають зброю в багажники своїх автомобілів і їдуть з місця бою, решта стрільців пішки відступає групами через двори.

## Причини
Причиною став конфлікт між підприємцями, які займаються пасажирськими перевезеннями, та нелегальними перевізниками. О 7:15 29 травня 2020-го року поліція отримала повідомлення про стрілянину на одній із вулиць Броварів.
Заступник міністра МВС Авакова Антон Геращенко припустив, що стрілянина стала наслідком непрозорого розподілу маршрутів між підприємцями з боку чиновників.

## Наслідки
МВС заявило про трьох поранених.

## Розслідування
Зброю було вилучено, відкрито кримінальні провадження за частиною 4 статті 296 (Хуліганство), частиною 1 статті 263 (Незаконне поводження зі зброєю, бойовими припасами та вибуховими речовинами), частиною 2 статті 194 (Умисне знищення або пошкодження майна) Кримінального кодексу України. Надвечір 29 травня поліціянти заарештували 21 ймовірного учасника конфлікту, було відкрито три кримінальні справи. У затриманих вилучено значну кількість одиниць мисливської та травматичної вогнепальної зброї, п'ять авто перебували в розшуку.
11 з затриманих виявились місцевими жителями, інші — мешканці Вінницької області.
Того ж дня МВС заявило про те, що було встановлено замовників стрілянини, замовники пропонували учасникам по 800 гривень за «створення натовпу». Суд щодо запобіжного заходу для затриманих учасників конфлікту було заплановано на 30 травня.
Станом на 1 червня під вартою було 20 учасників стрілянини, їм було обрано запобіжний захід у вигляді утримання під вартою на 60 діб без застави.
4 червня поліція вилучила у учасників арсенал зброї: під час обшуку було виявлено рушниці, карабіни, пістолети, ножі й захисну амуніцію.
5 червня виявилось, що у стрілянині брали участь працівники чотирьох охоронних фірм Києва. Їхні ліцензії було анульовано. За даними заступника міністра МВС Сергій Гончаров, співробітники цих фірм неодноразово брали участь у масових заворушеннях.
8 липня Броварський суд залишив під вартою одного з учасників стрілянини, підозрюваний повинен лишатись під вартою до 27 липня. На 19 липня 48 з підозрюваних у стрілянині знаходились під вартою.
Станом на квітень 2021 року правоохоронці завершили досудове розслідування стрілянини у Броварах. У цій справі судитимуть 15 людей. За даними слідства, у травні 2020 року місцеві підприємці, які займаються пасажирськими перевезеннями, звернулися до відомого кримінального авторитету на прізвисько «Вихо», або «Журавель». Вони нібито попросили його за гроші сприяти усуненню конкуренції у маршрутних перевезеннях між Броварами та київською станцією метро «Лісова». Слідство повідомляє, що «Віха» має кримінальний авторитет і злочинний досвід. Зокрема, він має кілька судимостей за скоєння серії жорстоких насильницьких злочинів. Зазначається, що він організував озброєну банду, члени якої і влаштували стрілянину із нелегальними перевізниками із Вінницької області.